# Ferdinand von Lindemann
Carl Louis Ferdinand von Lindemann, född 12 april 1852 i Hannover, död 6 mars 1939 i München, var en tysk matematiker.

## Biografi
von Lindemann växte upp i Schwerin, där fadern var chef för gasverket. Hans universitetsstudier började i Göttingen med Alfred Clebsch som lärare. Sedan studerade han i Erlangen och München.
Han blev filosofie doktor vid Universitetet i Erlangen 1873, handledd av Felix Klein. Han fick sin habilitation från Universitetet i Würzburg 1877 och blev professor 1883 i Königsberg och 1893 i München. Där stannade han resten av sitt liv.

## Forskning
Lindemann ägnade sig främst åt geometrin samt därmed sammanhängande algebraiska och funktionsteoretiska undersökningar. Hans förnämsta arbete är avhandlingen Die Zahl π, där det för första gången bevisas, att talet π är ett transcendent tal (enligt Lindemann-Weierstrass sats) och ej kan vara rot till någon algebraisk likhet med rationella koefficienter, och därigenom olösbarheten av det urgamla problemet om cirkelns kvadratur.
Charles Hermite visade 1873 att e är ett transcedent tal. von Lindemann besöket honom i Paris strax efter det och utnyttjade sedan liknande metoder i sitt bevis för π.